# Palais Brühl (Schießgasse)

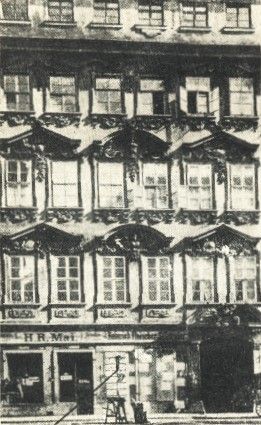
Fassade des Palais Brühl, Foto vor 1885

Das Palais Brühl auf der Schießgasse 10 in Dresden entstand in den Jahren 1712 bis 1715 durch den Umbau eines älteren Gebäudes. Es war ein repräsentatives Bauwerk mit schmuckvoller Außenfront.

## Geschichte
Von 1747 bis 1762 gehörte es dem sächsischen Minister Heinrich von Brühl, der es jedoch nie bewohnte. Es wurde wahrscheinlich vor dem Siebenjährigen Krieg von dessen Schwiegersohn Georg August Minsczecki (1715–1778) mit seiner Familie bewohnt. Von 1816 bis 1830 nutzte der Geselligkeitsverein „Harmonie“ das Gebäude. Der Verein ließ einen von Gottlob Friedrich Thormeyer entworfenen Saal einbauen.
Im Jahre 1886 wurde das Palais Brühl auf der Schießgasse beim Durchbruch der König-Johann-Straße abgerissen. Sein ehemaliger Standort liegt im Bereich der heutigen östlichen Wilsdruffer Straße zwischen dem Pirnaischen Platz und dem Altmarkt.